# Moshe Ohayon
Shlomi Moshe Ohayon (hebräisch שלומי משה אוחיון; * 24. Mai 1983) ist ein israelisch-französischer Fußballspieler, der seit Sommer 2012 bei Anorthosis Famagusta auf Zypern spielt und Captain der U21-Nationalmannschaft von Israel war. Er bestritt für die U21-Nationalmannschaft insgesamt 24 Spiele.

## Laufbahn
Ohayon stammt aus der Jugendabteilung des israelischen Vereins FC Aschdod und wechselte 2006 zum FC Winterthur in der Schweiz. Seine Position ist das Mittelfeld. 2008 kehrte er zu seinem Jugendclub zurück. In der Sommerpause unterschrieb er beim Ligakrösus Beitar Jerusalem. Am 9. Januar 2012 gab der FC Luzern den Wechsel von Moshe Ohayon bekannt. Er unterzeichnete einen Vertrag über ein Jahr mit der Option auf Verlängerung. Sein erstes Tor für den FC Luzern erzielte er 23. Spieltag der Axpo Super League beim Spiel gegen den FC Basel, welches 1:3 verloren ging. Im Sommer 2012 verließ er den FC Luzern und wechselte nach Zypern zu Anorthosis Famagusta.
Er hat für die EM-Qualifikation ein Aufgebot der israelischen Nationalmannschaft erhalten und mittlerweile drei Länderspiele absolviert (Stand Dezember 2007).
Ohayon ist ein Mittelfeldspieler, der sowohl offensiv (Nr. 10) als auch defensiv (Nr. 6) eingesetzt wird.